# Liste Pirmasenser Persönlichkeiten
Die folgende Übersicht enthält bedeutende Persönlichkeiten mit Bezug zu Pirmasens, geordnet nach Ehrenbürgern, Personen, die in der Stadt geboren wurden bzw. in Pirmasens gewirkt haben. Die Liste erhebt keinen Anspruch auf Vollständigkeit.

## Ehrenbürger
- Gustav Rheinberger (1889–1968), Schuhfabrikant, ernannt 1957
- Jakob Schunk (1902–1976), Politiker (SPD), von 1945 bis 1967 Oberbürgermeister der Stadt, ernannt 1967
- Emil Kömmerling (1902–1979), Schuhfabrikant, 1972 mit dem Großen Bundesverdienstkreuz mit Stern ausgezeichnet, ernannt 1972
- Eugen Ludwig Rapp (1904–1977), evangelischer Theologe, Orientalist und Afrikanist, ernannt 1972
- Robert Hennebert, Präsident von ACPG de Poissy, ernannt 1984
- Hugo Wagner, Unternehmer, ernannt 1988
- Josef Becker (1905–1996), Politiker (CDU), ernannt 1995
- Heinz Scherer, Präsident der Handwerkskammer der Pfalz, Bäckermeister, ernannt 1999
- Paul Hollinger, Maschinenbauer, ernannt 2002
- Sieghild Mueller (1917–2017), Oberstudienrätin, ernannt 2007

## Söhne und Töchter der Stadt

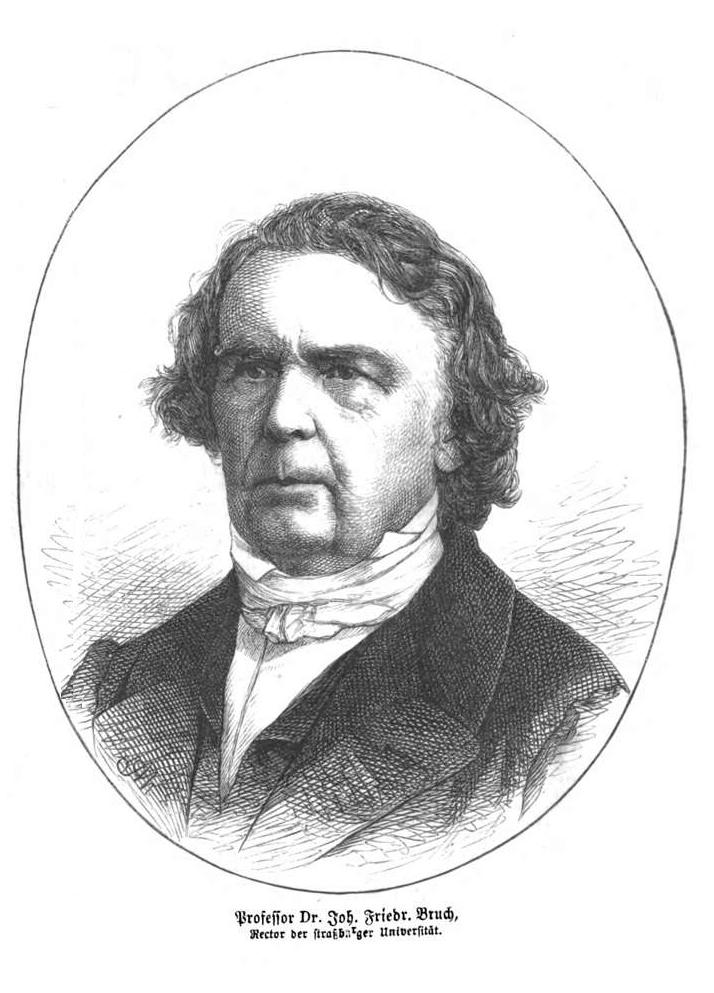
Johann Friedrich Bruch

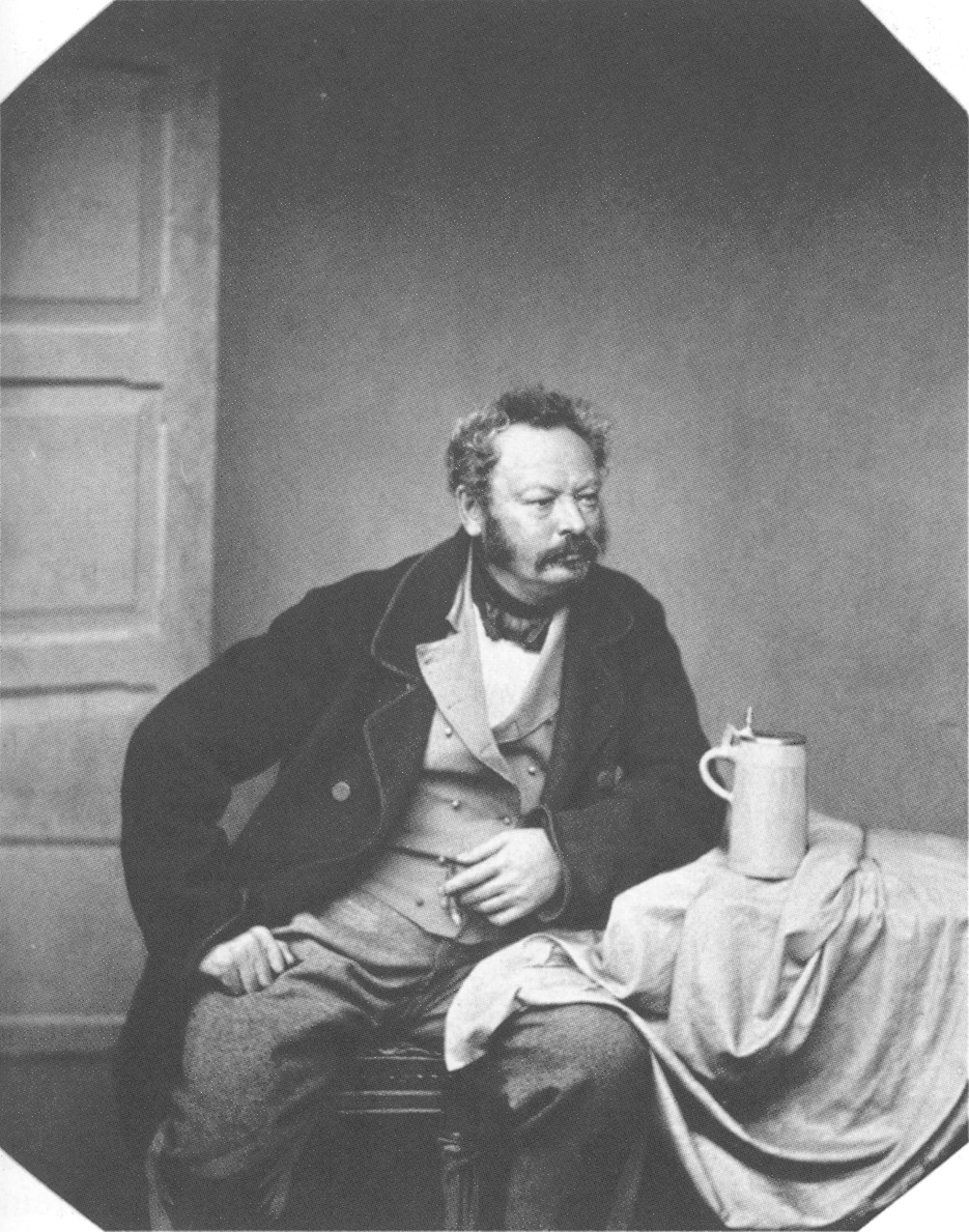
Heinrich Bürkel

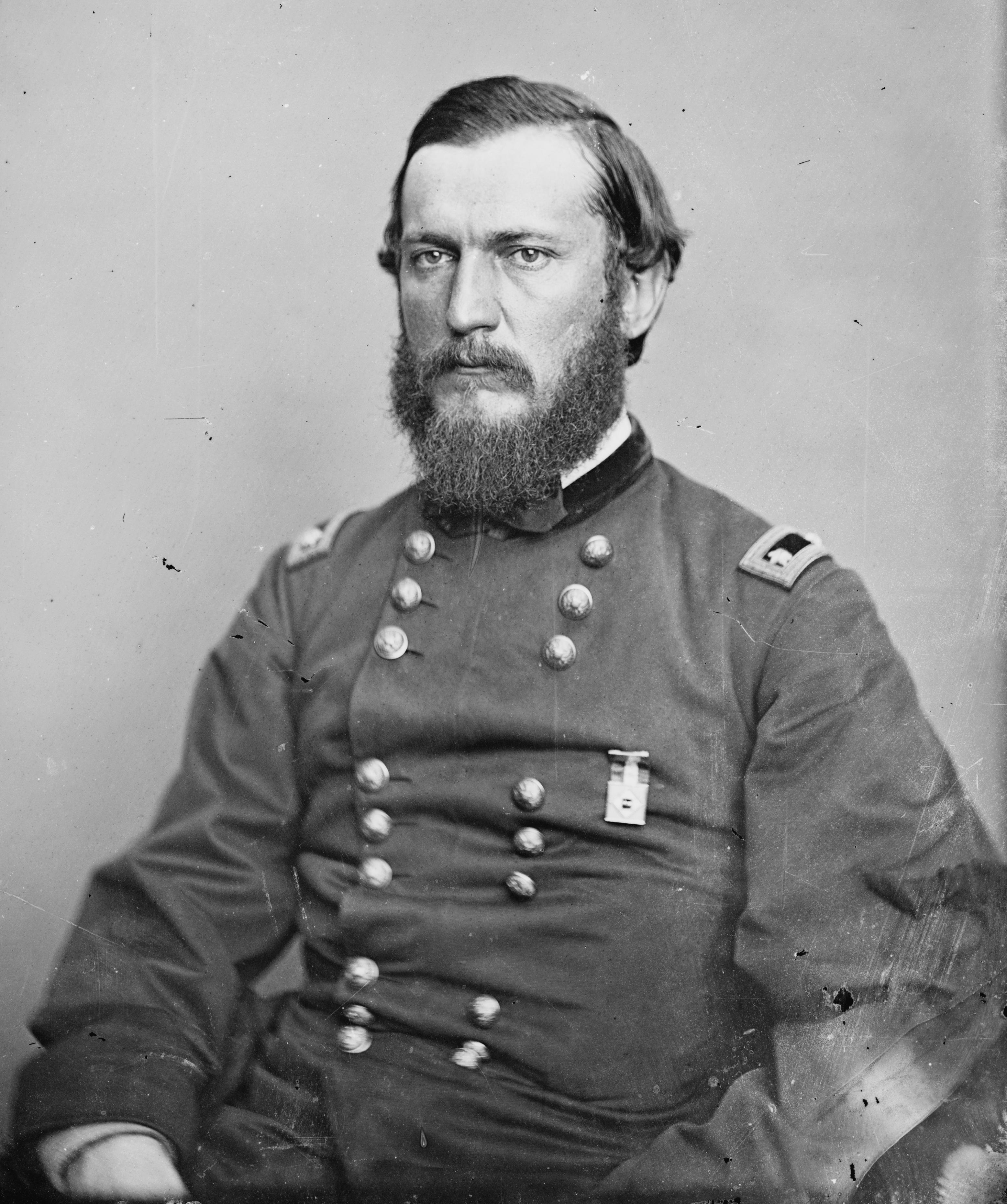
Gottfried Weitzel

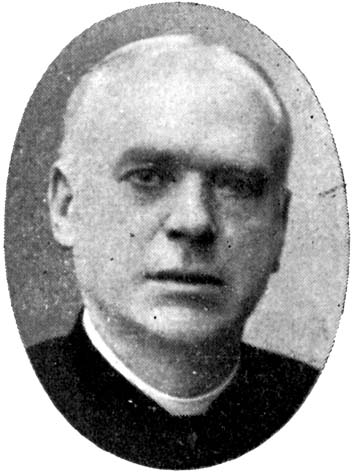
August Brehm

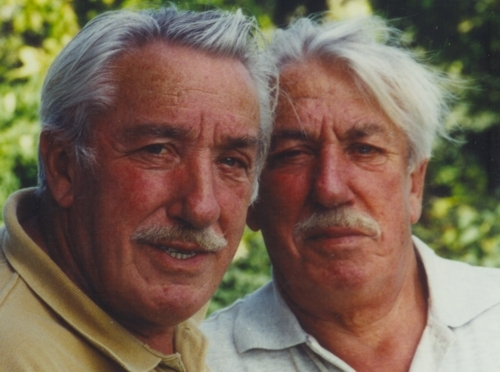
Hein & Oss

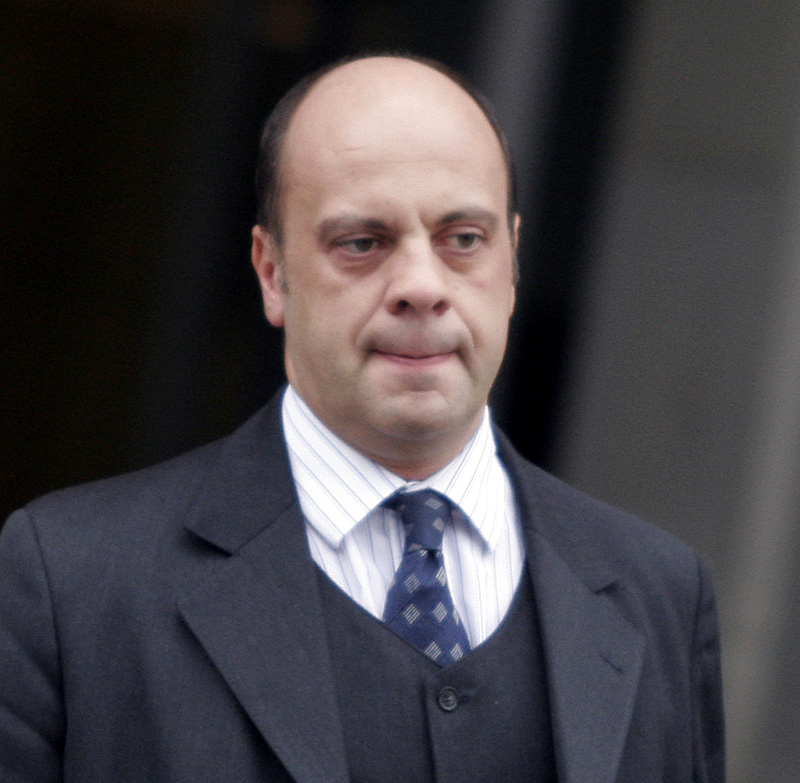
Michael Hartmann

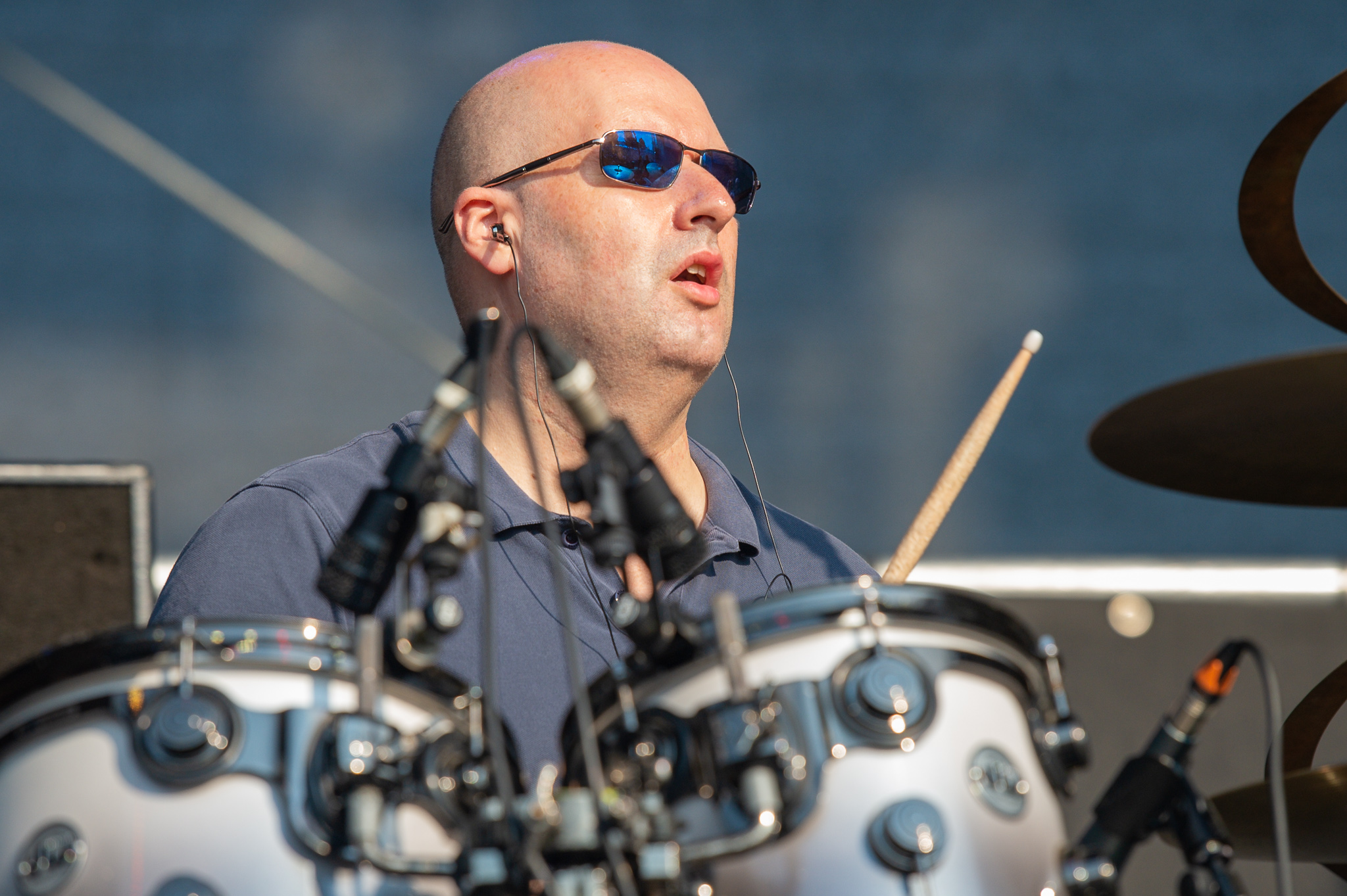
Andreas Keller

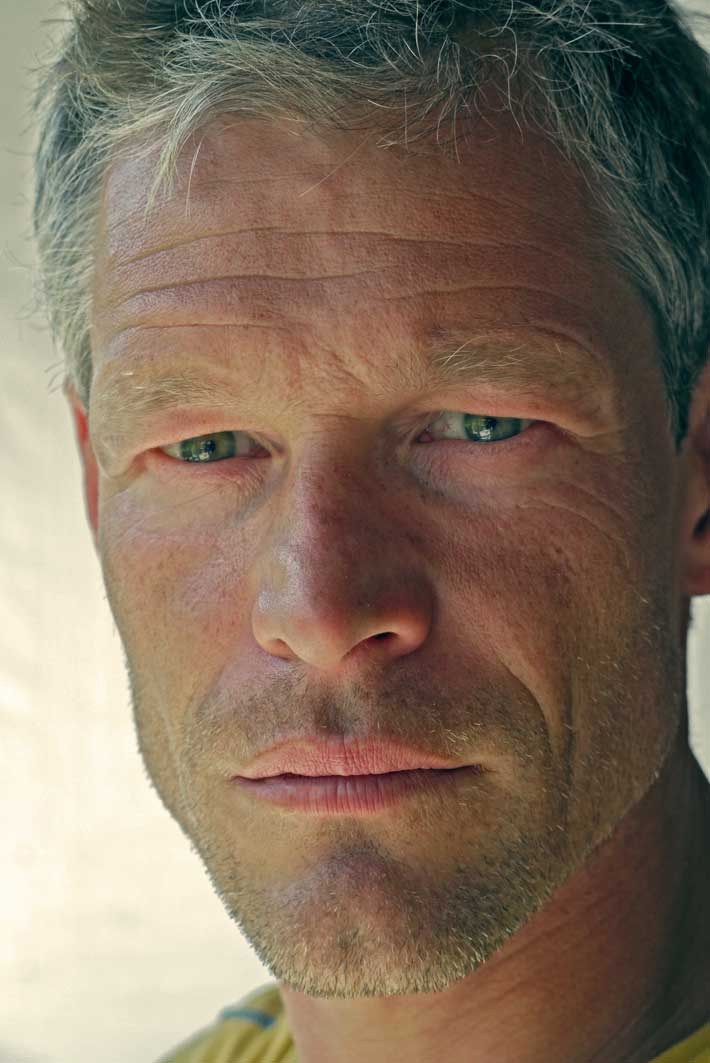
Steffen Wink

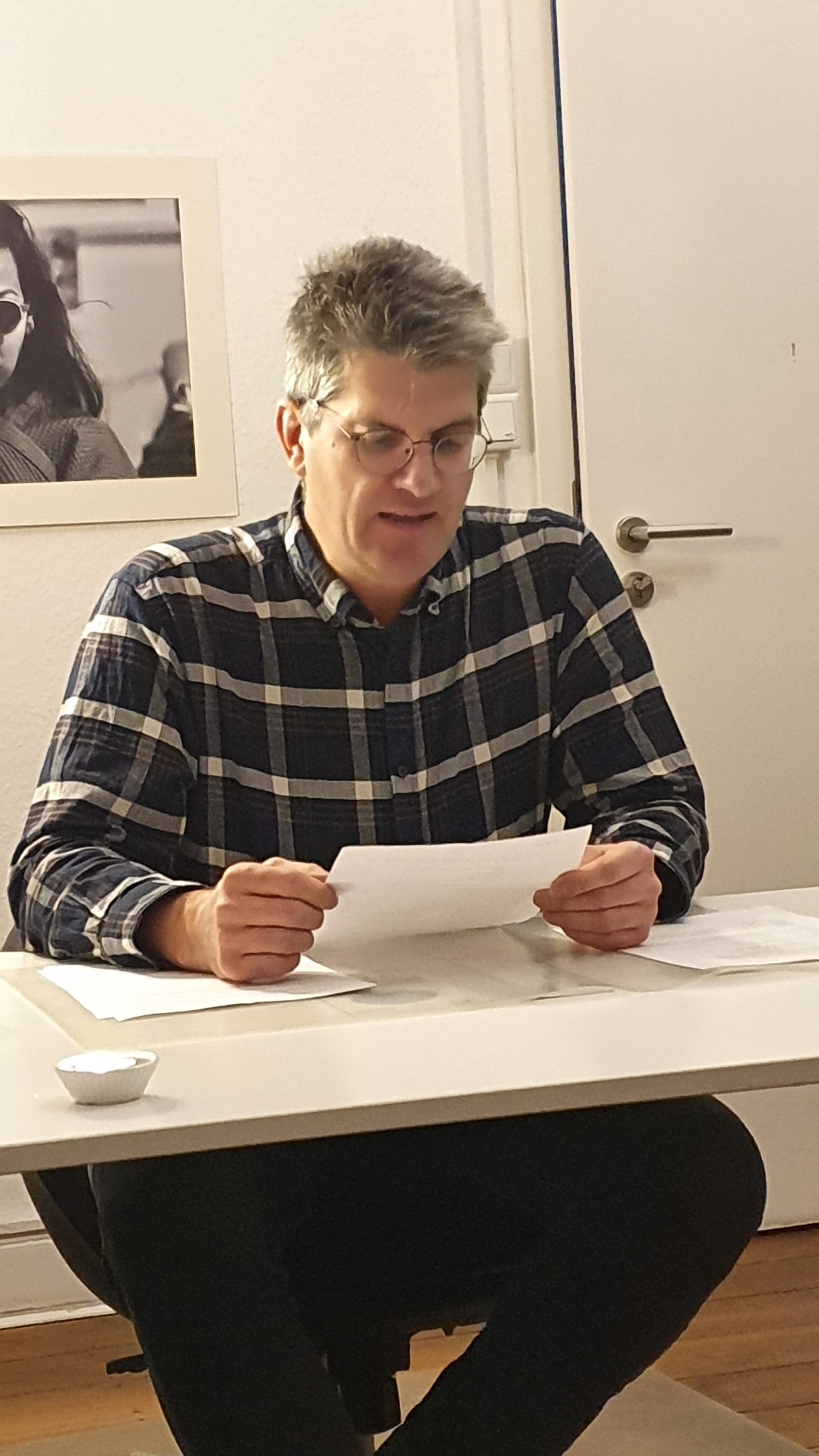
Bernd Ernst

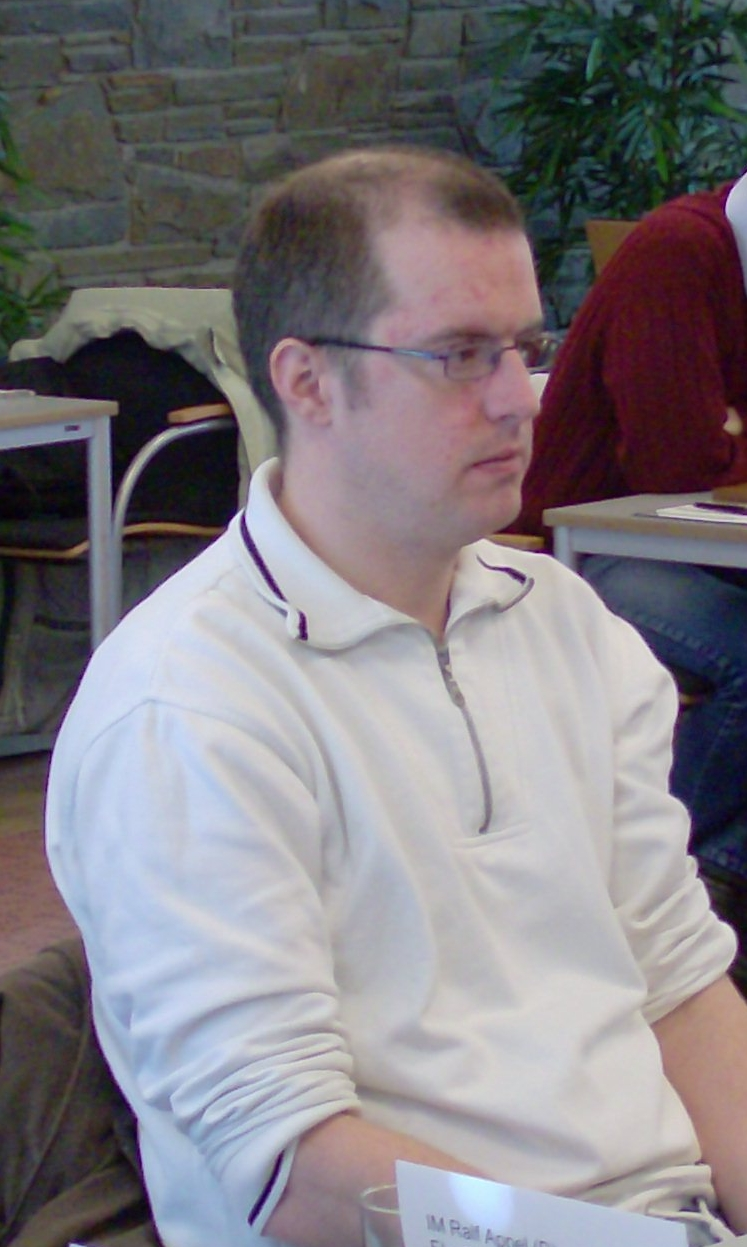
Ralf Appel

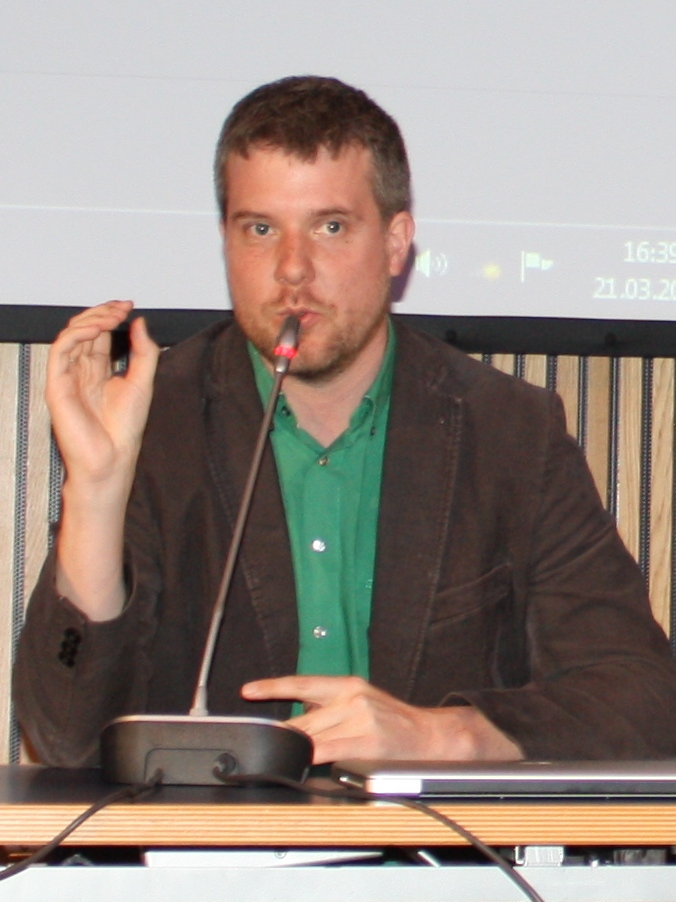
Dieter Janecek

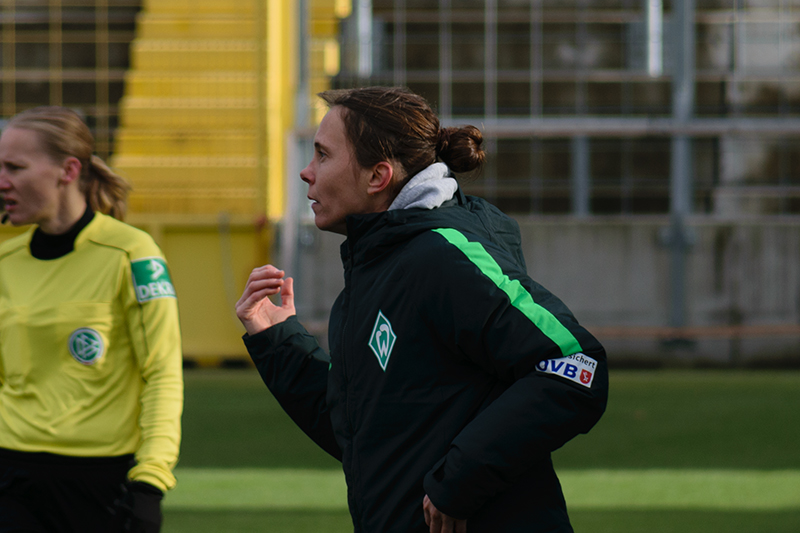
Carmen Roth

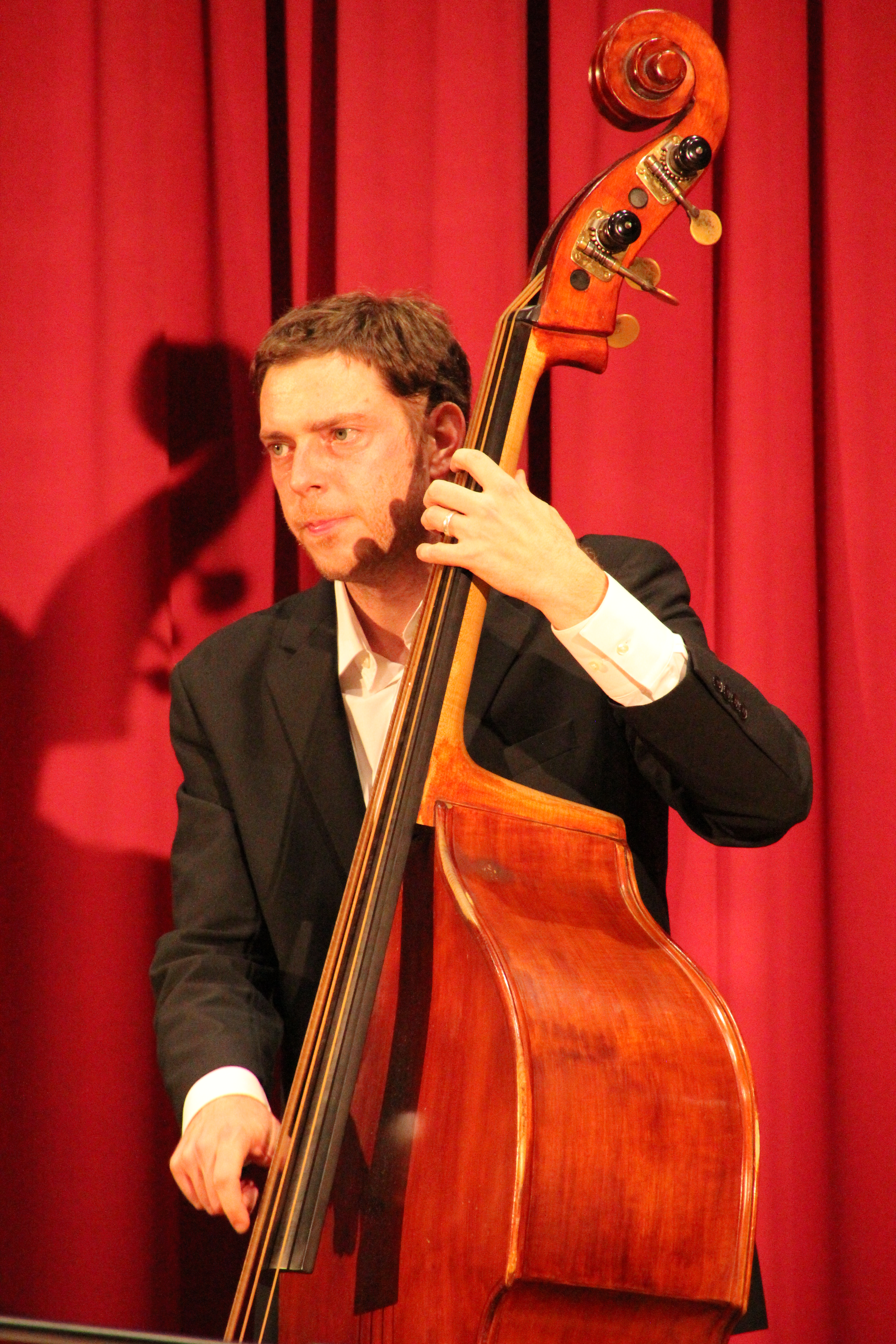
Jean-Philippe Wadle

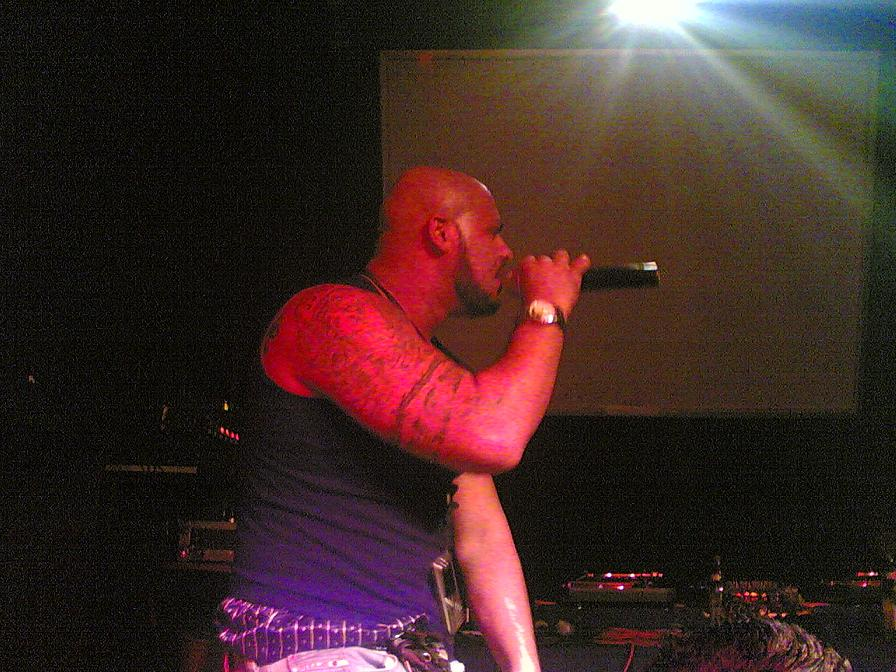
Massiv

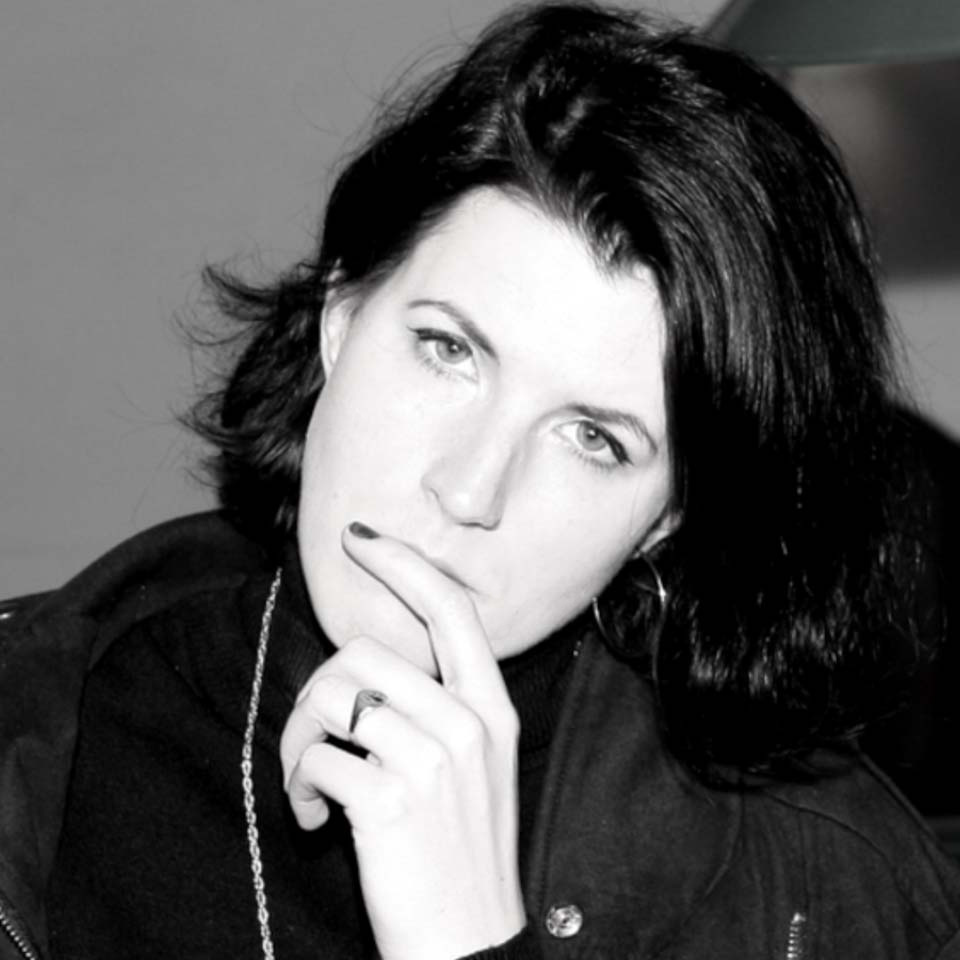
Laura Kloos

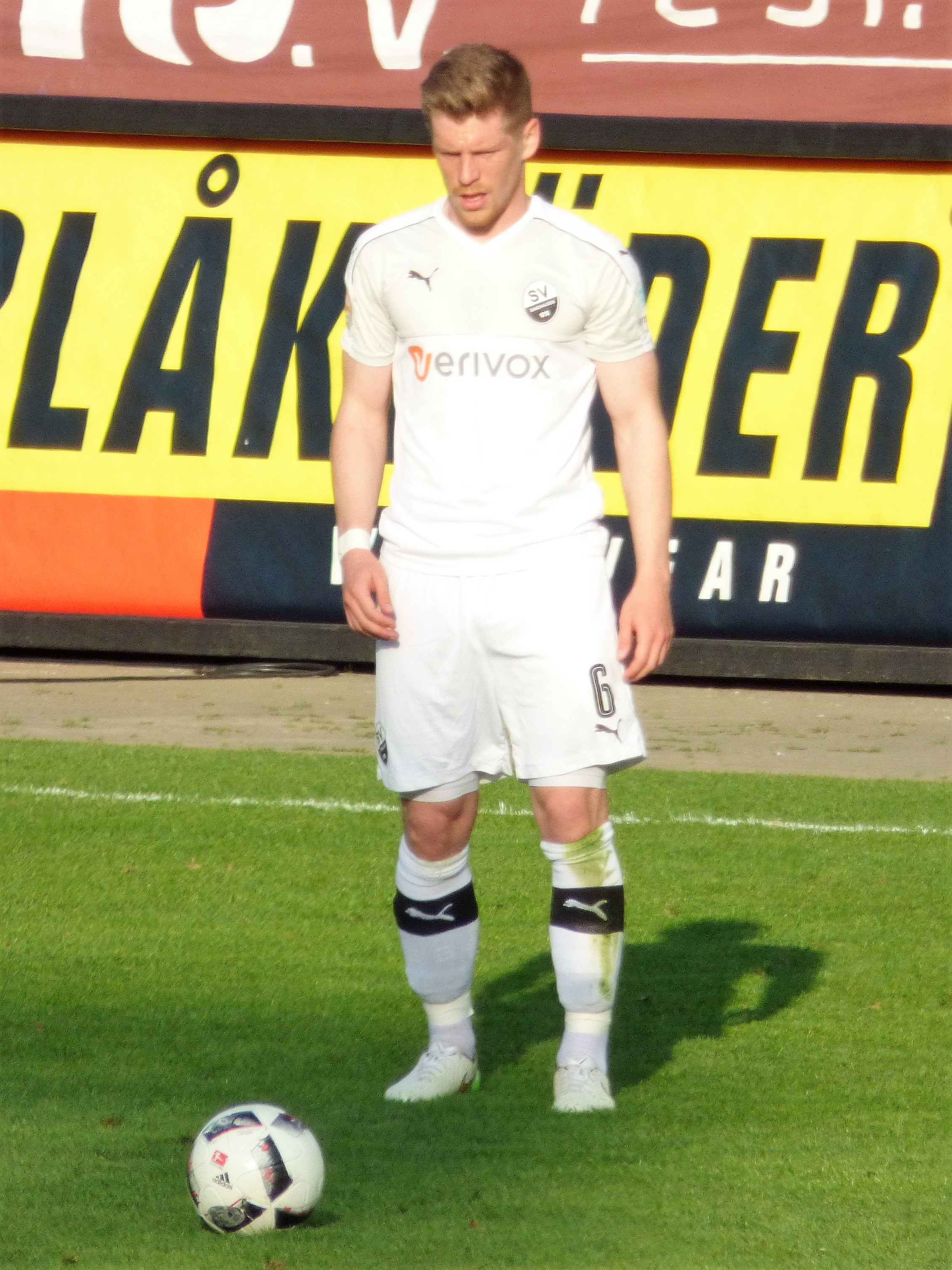
Denis Linsmayer

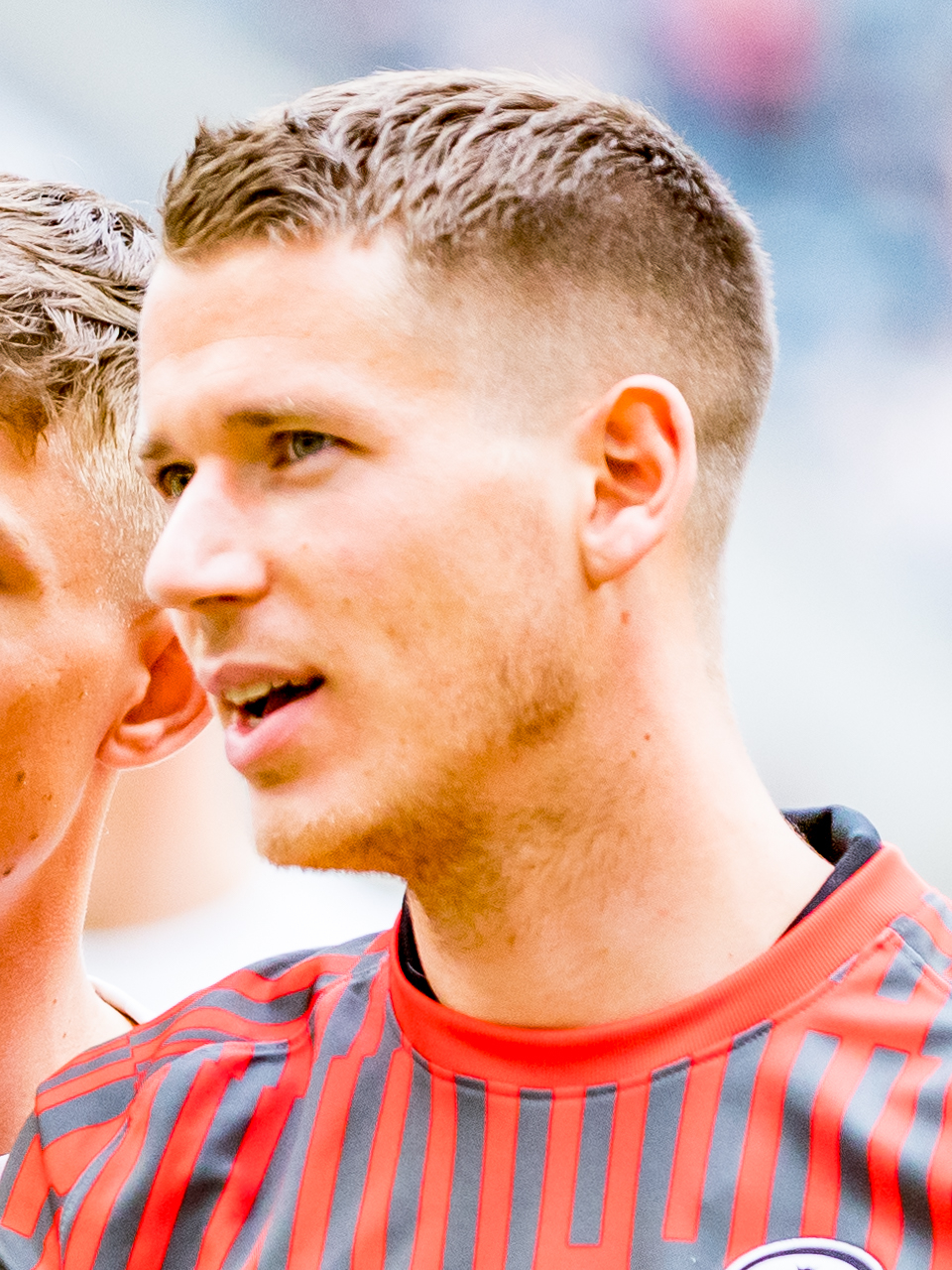
Erik Durm

### Jahrgänge bis 1800
- Johann Wolfgang Conrad Link (1753–1788), Theologe, Professor
- Carl Bechtold (1762–1809), hessen-darmstädtischer Generalstabschef
- Johann Michael Petzinger (1763–1833), hessen-darmstädtischer Soldaten- und Hofmaler
- Christian Gottlieb Bruch (1771–1836), erster lutherischer Geistlicher in Köln
- Jacob Rauscher (1771–1834), deutsch-niederländischer Militärmusiker und Komponist
- Ludwig Keller (1773–1853), Politiker
- Johann Gottlieb Ammann (1774–1837), evangelischer Theologe und Abgeordneter der Deputiertenkammer der Landstände des Herzogtums Nassau
- Conrad Diehl (1776–1836), Jurist, Notar und Abgeordneter
- Carl Weihinger (1776–nach 1800), Künstler
- Johann Ludwig Friedrich Beck (1779–1841), hessen-darmstädtischer Generalmajor
- Ludwig von Lyncker (1780–1844), großherzoglich hessischer Generalmajor, Generalquartiermeister und Chef des Generalstabes
- Georg Reuling (1785–1857), hessischer Steuerrat und Politiker
- Georg Sebastian Thomas (1789–1866), hessen-darmstädtischer Hofmusiker
- Johann Friedrich Bruch (1792–1874), Theologe und Rektor der Universität Straßburg
- Wilhelm Maurer (1798–1876), Präsident des Verwaltungsgerichtshofs Darmstadt und Abgeordneter

### 19. Jahrhundert

#### 1801 bis 1860
- Heinrich Bürkel (1802–1869), Maler des Biedermeier
- Friedrich Beck (1812–1857), Geheimer Ministerialsekretär im hessen-darmstädtischen Kriegsministerium
- Rosa Achenbach (1815–1890), Landschafts- und Bildnismalerin
- Ernst Gottfried Mann (1830–1915), methodistischer Prediger
- Friedrich Miller (1832–1892), Maschinenfabrikant
- Gottfried Weitzel (1835–1884), Generalmajor der Unionsarmee im Amerikanischen Bürgerkrieg
- Louis König (1837–1912), Schuhfabrikant, Kommerzienrat und Kommunalpolitiker, von 1896 bis 1905 Bürgermeister der Stadt
- Ludwig Munzinger (1849–1897), Verwaltungs- und Ministerialbeamter
- Louis Leinenweber (1850–1914), Politiker (NLP)
- August Brehm (1854–1931), Monsignore; Domkapitular, Domdekan und Dompropst der Diözese Speyer
- Eduard Rheinberger (1856–1918), Unternehmer, Gründer der Schuhfabrik Rheinberger
- Karl Lützel (1859–1929), Politiker (NLP)

#### 1861 bis 1890
- Ludwig Diehl (1866–1947), Autor
- Theodor Bickes (1868–1933), Politiker (DVP)
- Heinrich Schroth (1871–1945), Theater- und Filmschauspieler
- Hanns Diehl (1877–1946), deutsch-österreichischer Maler, Radierer und Innenarchitekt
- Theodor Fahr (1877–1945), deutscher Pathologe
- Otto Erb (1880–1961), Forstbeamter
- Karl Jung (1883–1965), Politiker (NSDAP)
- Johann Gaberdan (1885–1968), Politiker (BVP)
- Hugo Ball (1886–1927), deutscher Schriftsteller und Mitbegründer des Dadaismus
- August Härter (1886–1968), Architekt
- Benno Mergenthaler (1886–1983), Verwaltungsjurist und Leiter des Polizeiamtes Gladbeck
- Ludwig Liebel (1887–1962), Politiker (NSDAP)
- Roland Betsch (1888–1945), Literat, Mitglied im Bamberger Dichterkreis, Ehrenbürger von Ettlingen

#### 1891 bis 1900
- Fritz Blättner (1891–1981), Pädagoge
- Robert Diehl (1891–1958), Bibliothekar
- Richard Dippold (1891–1963), Politiker (CDU)
- Richard A. Kahn (1891–1958), Jurist und Wirtschaftswissenschaftler
- Hermann Breith (1892–1964), Offizier
- Heinrich Eisenhöfer (1892–1947), SS-Obersturmführer, Leiter der Gefangeneneigenturmsverwaltung und stellvertretender Verwaltungsführer im KZ Mauthausen
- Adolf Ludwig (1892–1962), Politiker (SPD) und Gewerkschafter
- Karl Höltermann (1894–1955), Politiker (SPD) und Journalist
- Albert Buchmann (1894–1975), Politiker (KPD)
- August Krakau (1894–1975), Generalleutnant im Zweiten Weltkrieg
- Ludwig Kieffer (1894–1967), Dichter, Schriftsteller, Journalist, Maler und Zeichner, Leiter des Verkehrsamtes
- Karin Huppertz (1894–1978), Krankenschwester
- Karl Friedrich Müller-Pfalz (1894–1969), Pianist und Komponist
- Alois Konrath (1895–1967), Priester
- Adolf Betz (1897–1970), Politiker (KPD)
- Hans Schmelzer (1897–1986/1987), Augenarzt
- Friedrich Georg Berni (1900–1946), Politiker (NSDAP)
- Erneste Fuhrmann-Stone (1900–1982), Schriftstellerin

### 20. Jahrhundert

#### 1901 bis 1910
- Christoph Dörr (1901–1972), Politiker (FDP)
- Daniel Theysohn (1904–1980), Schuhfabrikant, Gründer der Daniel-Theysohn-Stiftung
- Heinrich Hergert (1904–1949), Fußballspieler
- Eugen Ludwig Rapp (1904–1977), evangelischer Theologe, Orientalist und Afrikanist
- Arthur Schweitzer (1905–2004), US-amerikanischer Soziologe und Ökonom
- Philipp Grüny (1905–1975), Schriftsteller, Techniker und Heimatkundler
- Roland Seffrin (1905–1985), Pädagoge und Politiker (ZENTRUM, CDU)
- Ludwig Merz (1905–1992), Mess- und Regelungstechniker
- Georg Bernd (1906–1944), Missionar und Märtyrer
- Arthur Höltermann (1906–1981), Politiker (SPD)
- Rudolf Kapp (1906–1988), Ingenieur und Professor
- Albert Meier (1906–1974), deutscher Betriebswirtschaftler
- Betty Amann (1907–1990), Schauspielerin
- Georges Leroux (1907–nach 1928), französischer Leichtathlet
- Robert Oberhauser (1907–2003), Journalist und Schriftsteller
- Fritz Volkemer (1907–1974), Gewerkschafter und Politiker (SPD)
- Emil Knöringer (1908–2004), Maler
- Ernst Horstmann (1909–1972), Mediziner

#### 1911 bis 1920
- Karl Heinrich Emanuel (1911–1995), Maler und Bildhauer
- Hans Frick (1911–1945), Politiker
- Anton Schlögel (1911–1999), Jurist und Generalsekretär des Deutschen Roten Kreuzes von 1958 bis 1976
- Willi Mai (1912–1945), Volkskundler in der Zeit des Nationalsozialismus
- Fritz Schäfer (1912–1973), Ringer
- Marta Hoepffner (1912–2000), Fotografin
- Ruth Bachrodt (1913–1997), Frau von Daniel Theysohn, 1931 erste Pfälzische Weinkönigin
- Karl Kennel (1914–1999), Fußballspieler und Soldat
- Heinrich Kimmle (1914–2000), Pfarrer in St. Elisabeth, Begründer der Heinrich-Kimmle-Stiftung (Einrichtungen für Menschen mit Behinderungen)
- Friedrich Kurtz (1915–1993), Oberleutnant der Wehrmacht
- Elfriede Dallmann (1917–2005), Politikerin (NDPD)
- Käthe Dassler (1917–1984), Unternehmerin
- Ludwig Welter (1917–1965), Opernsänger (Bass)
- Erika Sandt (1918–2010), Musikpädagogin
- Edwin Hügel (1919–1988), Politiker (FDP)

#### 1921 bis 1930
- Elisabeth Emmler (1921–1998), Scherenschnitt-Künstlerin
- Elmy Lang (1921–2016), Schriftstellerin
- Heinrich Renaud Gruber (1923–2012), Künstler
- Immo Krumrey (1923–2013), Industrie-Designer
- Karl Thorwirth (1923–2003), Gewerkschafter und Politiker (SPD)
- Karl Pfleger (1924–2013), Toxikologe und Hochschullehrer
- Wolfgang Unzicker (1925–2006), deutscher Schachgroßmeister
- Anneliese Fischer (1925–2020), Politikerin (CSU)
- Gertrud Herrbruck (1926–2021), Schwimmerin und Olympiateilnehmerin
- Lorenz Hupfauf (1926–2004), Zahnmediziner
- Gerda Kratz (1926–2011), Bildhauerin
- Werner Ludwig (1926–2020), Politiker (SPD)
- Hein & Oss (1927–2016 bzw. 1927–2019), Volkssänger
- Günter Speyer (1927–2023), Autor
- Karl Rheinwalt (1928–1993), Politiker (SPD), von 1967 bis 1993 Oberbürgermeister der Stadt
- Edgar Blum (1928–2019), Maler, Grafiker, Illustrator, Autor und Filmemacher
- Fritz Burger (1929–2025), Historiker

#### 1931 bis 1940
- Karl Walter Müller (1931–2016), Politiker (SPD)
- Frank Arlig (1932–2018), Schriftsteller, Journalist und Verleger
- Emil Wolfgang Keller (1932–2017), Volkswirt, Unternehmer und Politiker (CDU)
- Emil Zimmermann (1933–2019), Ethnomediziner
- Siegbert Gölzer (1934–1986), Designer und Künstler
- Oswald Ring (1935–2023), Jurist und Medienmanager
- Uta Glauber (* 1936), Buchillustratorin
- Günter Mayer (1936–2004), Theologe
- Wolfgang Rumpf (1936–2006), Forstmann und Politiker (FDP)
- Heinrich Soffel (* 1936), Geophysiker
- Peter Hoch (* 1937), Musikpädagoge und Komponist
- Karl Marchetti (* 1937), Politiker (CDU)
- Markwart Schmidt (1937–1980), Politiker (SPD)
- Dieter Hugo Thomas (1937–2013), Pilot
- Kurt Scherer (1938–2023), evangelisch-methodistischer Theologe, Radioredakteur, Seelsorger und Autor christlicher Literatur
- Elmar Wadle (1938–2025), Rechtswissenschaftler und Rechtshistoriker
- Jakob Seibert (* 1939), Althistoriker
- Kurt Witterstätter (* 1939), Sozialwissenschaftler

#### 1941 bis 1950
- Bärbel Wartenberg-Potter (* 1943), lutherische Theologin und Bischöfin von Lübeck
- Dieter Weinkauff (1947–2008), deutscher Fußballspieler
- Norbert Stretz (* 1947), Politiker (SPD)
- Walter Bockmayer (1948–2014), Autor und Regisseur
- Wolfgang Peter Brunner (* 1948), Maler, Grafiker
- Bernd D. Hummel (* 1948), Träger des Verdienstordens des Landes Rheinland-Pfalz
- Josef Stabel (* 1948), Fußballspieler
- Hermann Stümpert (1949–2005), Journalist
- Wolfgang König (1949–2025), Technikhistoriker und Hochschullehrer
- Harry Letzelter (* 1949), Leichtathletiktrainer
- Safy Boutella (* 1950), algerischer Schauspieler und Komponist
- Johannes Riedl (1950–2010), Fußballspieler
- Fred Theobald (* 1950), Ringer

#### 1951 bis 1960
- Georg Pazderski (* 1951), Politiker (AfD)
- Bernd Greiner (* 1952), Historiker, Politologe und Amerikanist
- Ulrike Kahl-Jordan (* 1952), Anwältin und Frauenrechtlerin
- Katerina Timm (* 1952), Psychologin
- Bernd Jähne (* 1953), Physiker, Informatiker und Hochschullehrer
- Richard P. Baum (* 1954), Nuklearmediziner
- Klaus Groh (* 1954); Gewichtheber
- Helmut Wilhelm (* 1954), Ophthalmologe und Hochschullehrer
- Heinrich Lang (* 1955), Rechtswissenschaftler
- Alexandra Schatz (* 1955), Regisseurin, Produzentin
- Stefan Herzberg (* 1956), Diplomat
- Michael Kröher (* 1956), Sachbuch-Autor und Journalist mit den Schwerpunkten Wissenschaft, Automobil und Wirtschaft, zuvor auch populäre Musik und Medizin
- Jürgen Morhard (* 1956), Diplomat
- Peter R. Adam (1957–2023), Filmeditor
- Gerhard Ring (* 1957), Rechtswissenschaftler und Hochschullehrer
- Michael Stöckle (* 1957), Mediziner
- Thomas Weiner (* 1957), Politiker (CDU)
- Ulrike Müller-Rospert (* 1958), Juristin, Richterin und Gerichtspräsidentin
- Michael Herl (* 1959), Journalist, Autor, Fernsehmoderator, Regisseur und Schauspieler
- Gerry Jochum (* 1960), Schauspieler, Regisseur, Autor und Musiker

#### 1961 bis 1970
- Michael Diener (* 1962), evangelischer Theologe
- Angelika Glöckner (* 1962), Politikerin (SPD)
- Regine Keller (* 1962), Landschaftsarchitektin, Hochschullehrerin
- Anna Eunike Röhrig (* 1962), Schriftstellerin und Bibliothekarin
- Peter Schappert (* 1962), katholischer Priester, Funktionsträger im Bistum Speyer
- Michael Hartmann (* 1963), Politiker (SPD)
- Markus Guthmann (* 1964), Journalist und Schriftsteller
- Manuela Schwartz (* 1964), Musikwissenschaftlerin
- Astrid Ylva Dornbrach (* 1965), Autorin und Journalistin
- Andi Rogenhagen (* 1965), Regisseur
- Michael Pfahler (* 1965), Fußballspieler
- Ekkehard Rumpf (* 1965), Politiker (FDP)
- Dorothee Wüst (* 1965), Pfarrerin
- Tobias Erhardt (* 1966), Therapiewissenschaftler
- Andreas Keller (* 1967), Musiker mit Schwerpunkt Percussion und Schlagzeug
- Siri Schmidt (* 1967), Autorin, 2018 Trägerin des Martha-Saalfeld-Förderpreises
- Steffen Wink (* 1967), Schauspieler
- Bernd Ernst (* 1969), Schriftsteller (Lyrik)
- Judith Boy (* 1969), bildende Künstlerin
- Boris Eldagsen (* 1970), Fotograf

#### 1971 bis 2000
- Ralf Appel (* 1971), deutscher Schachgroßmeister
- Sven Walter (* 1974), Universitätsprofessor (Philosophie)
- Danai Anesiadou (* um 1975), Performancekünstlerin
- Dominik Rigoll (* 1975), Historiker
- Dieter Janecek (* 1976), Politiker (GRÜNE)
- Marion Bischoff (* 1977), Pädagogin und Autorin
- Myriam Keil (* 1978), Schriftstellerin
- Carmen Roth (* 1979), Fußballspielerin
- Carsten Streb (* 1979), Chemiker und Hochschullehrer
- Jean-Philippe Wadle (* 1980), Jazzmusiker
- Michael J. Müller (* 1981), Schauspieler
- Massiv (* 1982, Wasiem Taha), Rapper palästinensischer Herkunft
- Julian Steckel (* 1982), Musiker
- Laura Kloos (* 1990), Singer-Songwriterin
- Laurean Wagner (* 1990), Schauspieler
- Denis Linsmayer (* 1991), Fußballspieler
- Erik Durm (* 1992), Fußballspieler
- Ashton Götz (* 1993), Fußballspieler
- Florian Bilic (* 1994), Politiker (CDU), Mitglied des Bundestages

### 21. Jahrhundert
- Kimi Merk (* 2004), Fußballspieler, kirgisischer U23-Nationalspieler

## Personen, die vor Ort gewirkt haben
- Werner Dick (* 1936), Gewerkschaftsfunktionär und Politiker (SPD), saß im Stadtrat
- August Eberlein (1877–1949), Schuldirektor der Höheren Töchterschule
- Heike Jochum (* 1968), Professorin an der Universität Osnabrück, Direktorin des Instituts für Finanz- und Steuerrecht
- Ludwig Philipp Keidel (1857–1932), Schuhmacher, langjähriger Stadtrat (SPD) und Abgeordneter in Bayerns Kammer der Abgeordneten und Landtag
- Hedwig Kömmerling (1896–1993), Historikerin, Ehefrau des Pirmasenser Fabrikanten Karl Kömmerling
- Heinz Kubsch (1930–1993), Torwart des FK Pirmasens und Weltmeister 1954
- Paul Josef Nardini (1821–1862), katholischer Priester, ab 1851 in Pirmasens tätig; Gründer des Mallersdorfer Schwesternordens; Seligsprechung 2006
- Rudolf Ramm (1887–1945), Arzt und Politiker (NSDAP), von 1934 bis 1937 Oberbürgermeister der Stadt
- Johann Michael Schang (1757–1842), katholischer Priester, ab 1807 in Pirmasens tätig; wurde als „Apostel von Pirmasens“ und pfälzischer Pfarrer von Ars bezeichnet
- Johannes Schön (1867–1915), Ledergroßhändler und Maschinenfabrikant
- Otto Strobel (1872–1940), von 1905 bis 1934 Bürgermeister und Oberbürgermeister der Stadt
- Jakob Weis (1879–1948), Gefängniskurat in Zweibrücken, Divisionspfarrer im Ersten Weltkrieg, Buchautor, Pfarrer von Pirmasens (1921–1925)
- Jack White (* 1940, bürgerlich Horst Nußbaum), Musikproduzent und ehemaliger Profifußballer, u. a. des FK Pirmasens
- Steven Wink (* 1984), Politiker (FDP)